# Taygetina banghaasi
Genre
Espèce
Taygetina banghaasi est une espèce néotropicale de lépidoptères (papillons) de la famille des Nymphalidae et de la sous-famille des Satyrinae. Elle est la seule représentante du genre monotypique Taygetina.

## Distribution
Taygetina banghaasi est présente au Costa Rica et en Bolivie.

## Systématique
L'espèce Taygetina banghaasi a été décrite par l'entomologiste allemand Gustav Weymer en 1910, sous le nom initial de Taygetis banghaasi. Sa localité type est Rio Songo en Bolivie.
Elle est l'espèce type et l'unique espèce du genre monotypique Taygetina, décrit en 1964 par l'entomologiste allemand Walter Forster.